# Erik Lindholm (konstnär)
Erik Johannes Lindholm, född 11 juli 1919 i Skellefteå, död 30 september 1985 i Nacka, var en svensk målare.
Han var son till kvarnägaren Ivar Johannes Lindholm och Hilda Syrena Berglund. Lindholm studerade vid Otte Skölds målarskola 1939–1940 och Konsthögskolan i Stockholm 1941–1946, samt under en studieresa till Nederländerna, Belgien och Frankrike 1948. På ett stipendium från Kungafonden 1953 reste han på en längre studieresa till Italien och Frankrike. Separat debuterade han på Färg och Form i Stockholm 1955 och ställde därefter ut separat ett flertal gånger på olika platser i Sverige. Han medverkade i samlingsutställningar med Sveriges allmänna konstförening, Liljevalchs vårsalonger, Färg och Form och på Rålambshofs konstsalong. Bland hans offentliga arbeten märks ett dopfönster för Väskinde kyrka på Gotland, utsmyckningar för Stenkyrka, Skönsmons kyrka, Svedala kyrka, andaktsrum i Falköping och tillsammans med Erik Kinell en utsmyckning för Riksdagshuset i Stockholm. Hans konst består av figurmotiv, stilleben och landskap i olja, akvarell eller gouache samt glasmåleri. Lindholm är representerad vid Institut Tessin i Paris och Gerhard Bonniers samlingar. Han är begravd på Väskinde kyrkogård.